# Macrauchenia patachonica
La macrauquenia (Macrauchenia patachonica) es una especie extinta de mamífero meridiungulado del orden Litopterna, con cuerpo que recuerda al de un camello y una trompa corta; alcanzaba los dos metros de altura y tres de largo con casi una tonelada de peso. La trompa le serviría de labio prensil, para permanecer sumergido, acondicionar el aire y como herramienta de uso general, lo que unido a su habilidad para eludir a sus enemigos, según los estudios realizados de la estructura de las articulaciones de las patas, indican inteligencia.

“...En el Puerto San Julián, en el barro rojo que cubre la grava de la llanura de 90 pies, hallé la mitad de un esqueleto de una Macrauchenia Patachonica, cuadrúpedo notable, sin cuestión del porte de un camello. Pertenece a la misma división de los paquidermos como los rinocerontes, los tapires y los paleoterios; pero en la estructura de los huesos de su largo cuello, demuestra un parentesco indudable con el camello, o más bien con el huanaco y la llama...”
Charles Darwin

## Generalidades

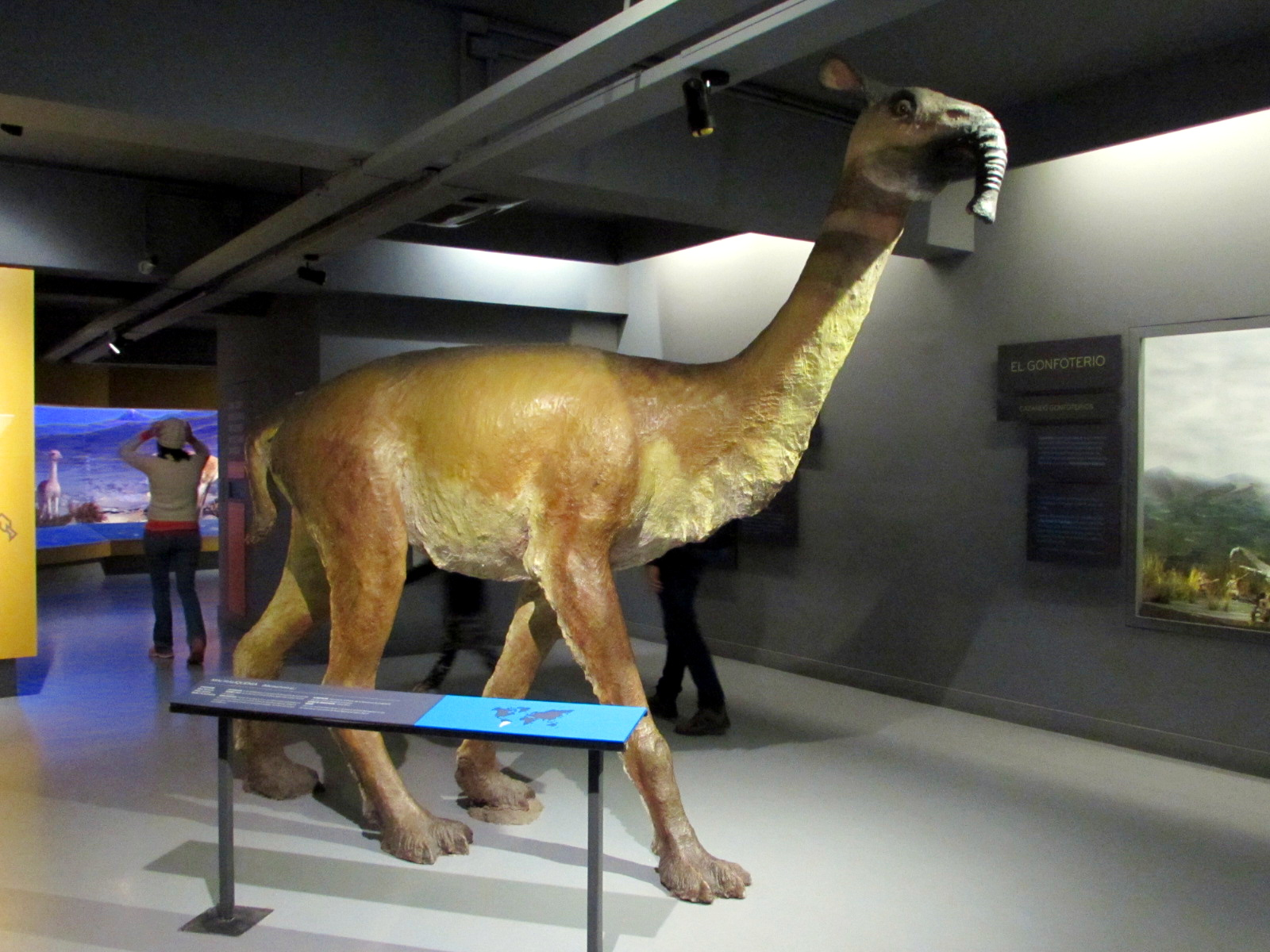
Réplica de Macrauchenia patachonica en el Museo Nacional de Historia Natural de Chile.

Habitó en las llanuras de Sudamérica en el Terciario y Cuaternario desapareciendo hace algo más de 8.500 años. Se han hallado restos en Brasil, Paraguay, Bolivia, Uruguay, Chile, y Argentina. Charles Darwin fue testigo de ello, ya que recogió algunos huesos de Macrauchenia durante su travesía a bordo del Beagle.
Macrauchenia fue además un género reciente de litopternos del Pleistoceno, con numerosas especies. La más conocida era un animal más robusto y corpulento que un caballo, de miembros largos, con tres dedos en cada pie, como los tapires, un cuello largo como el de una jirafa, cuyo nicho ecológico iba a ocupar con formas intermedias que recuerdan al okapi y un cráneo pequeño y provisto, en vida, con una larga trompa parecida a la del elefante.

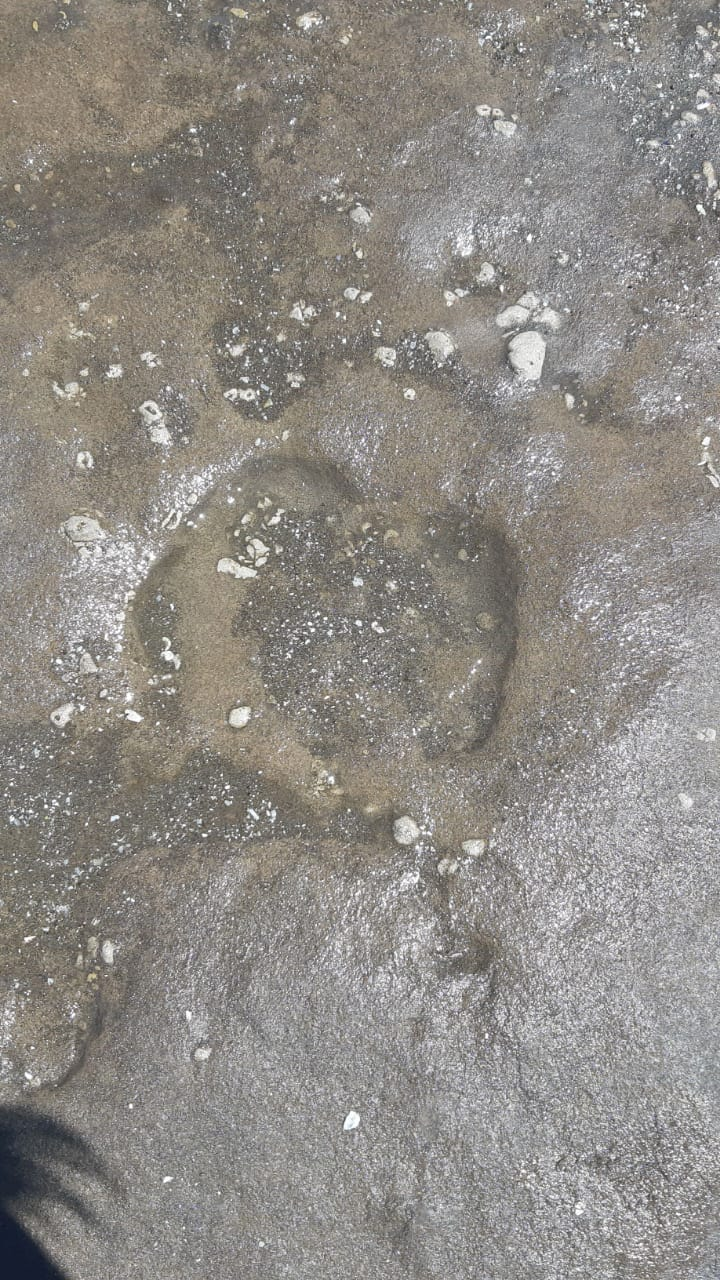
Huella fósil de Macrauquenia en Pehuen Co, Argentina.

Macrauchenia tiene la fosa nasal anterior con la forma de una abertura elíptica colocada arriba, hacia la mitad del cráneo, el cual, adelante de la mencionada fosa, se extiende formando techo convexo continuo hasta el borde alveolar de los incisivos, lo que constituye una conformación única en los mamíferos. Protheosodon, tiene la fosa nasal de forma normal. El género Theosodon del Mioceno santacruceño, Scalabrinitherium entrerriano y Promacrauchenia de la formación Araucana, representan estadios intermedios de Protheosodon hasta Macrauchenia del Pleistoceno. Macrauchenia, fue el único grupo que sobrevivió al gran intercambio americano. Desapareció en el Cuaternario después que el hombre poblara Sudamérica.
Empleaba su tamaño y técnicas de evasión frente a los predadores basándose en la agilidad, lo que sorprende en un animal tan grande. A pesar de poseer largas patas unguladas con tres dedos, es improbable que corriera a mucha velocidad debido en parte a la contextura robusta de su cuerpo y a que sus patas traseras eran más cortas que las delanteras. Era herbívoro y se alimentaba en zonas pantanosas, donde pasaba la mayor parte del tiempo; su labio prensil le facilitaba arrancar los pastos. Su pelaje era corto, similar al de un caballo actual. Era un animal altamente especializado, que ocupaba un nicho ecológico similar al del okapi y la jirafa: la parte media y alta de la vegetación arbórea. La irrupción de los proboscídeos en su hábitat no le perjudicó en modo alguno, por lo cual se supone que no compitieron por los mismos recursos. Poblaron sobre todo zonas pantanosas y cenagosas, y presentaban dentadura completa lo que hace especular que no se alimentasen de vegetación correosa, sino de frutas, vegetación blanda y omnívora. Fue un animal muy adaptable que tras el restablecimiento del istmo prosperó en Norteamérica.

## Galería

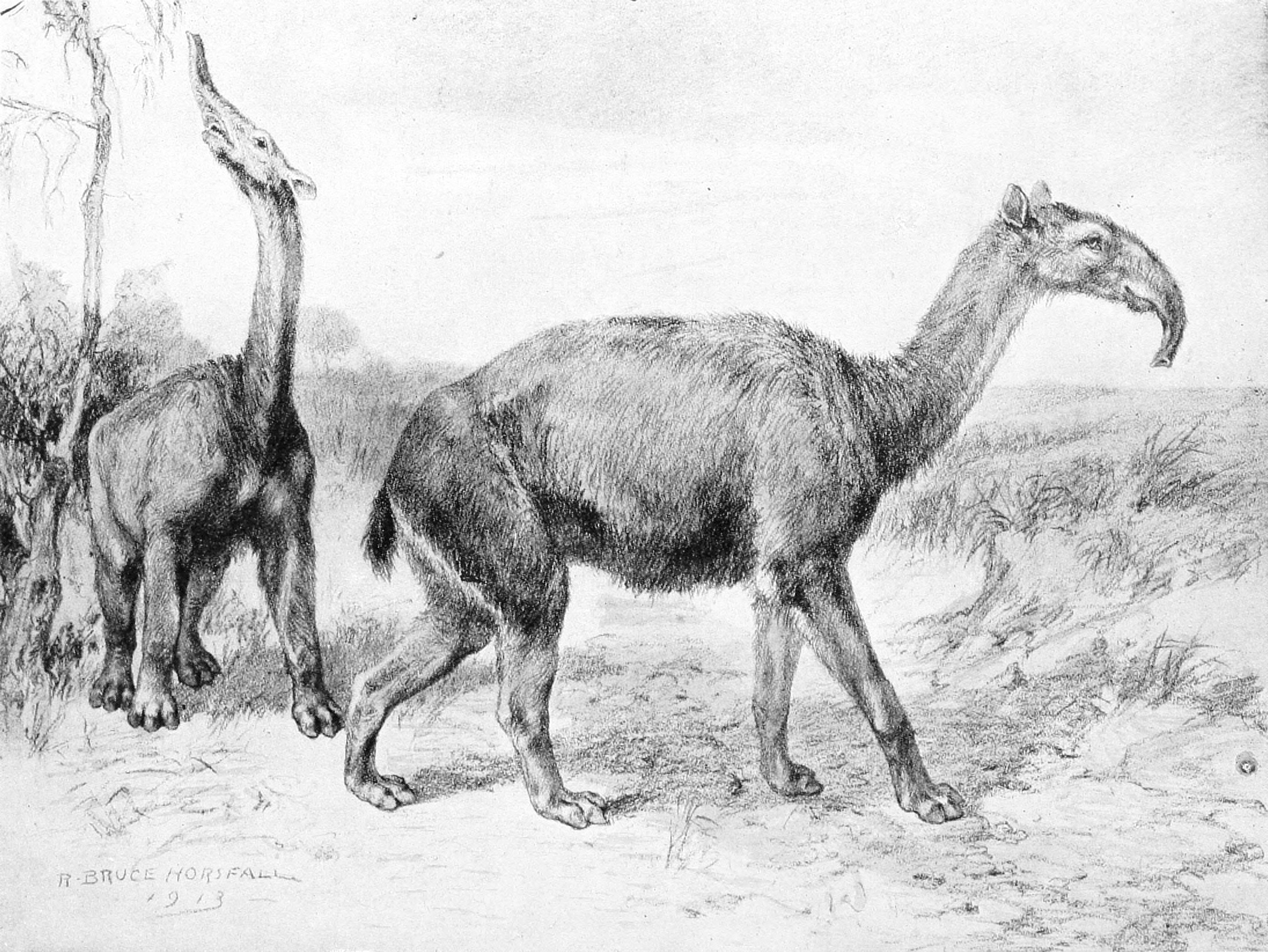
Macrauchenia
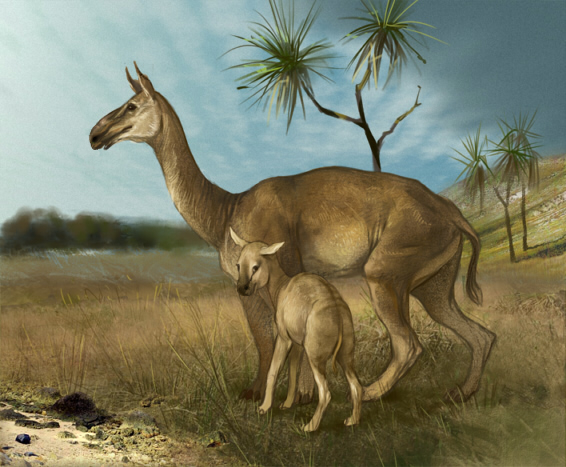
Macrauchenia patachonica y su cría
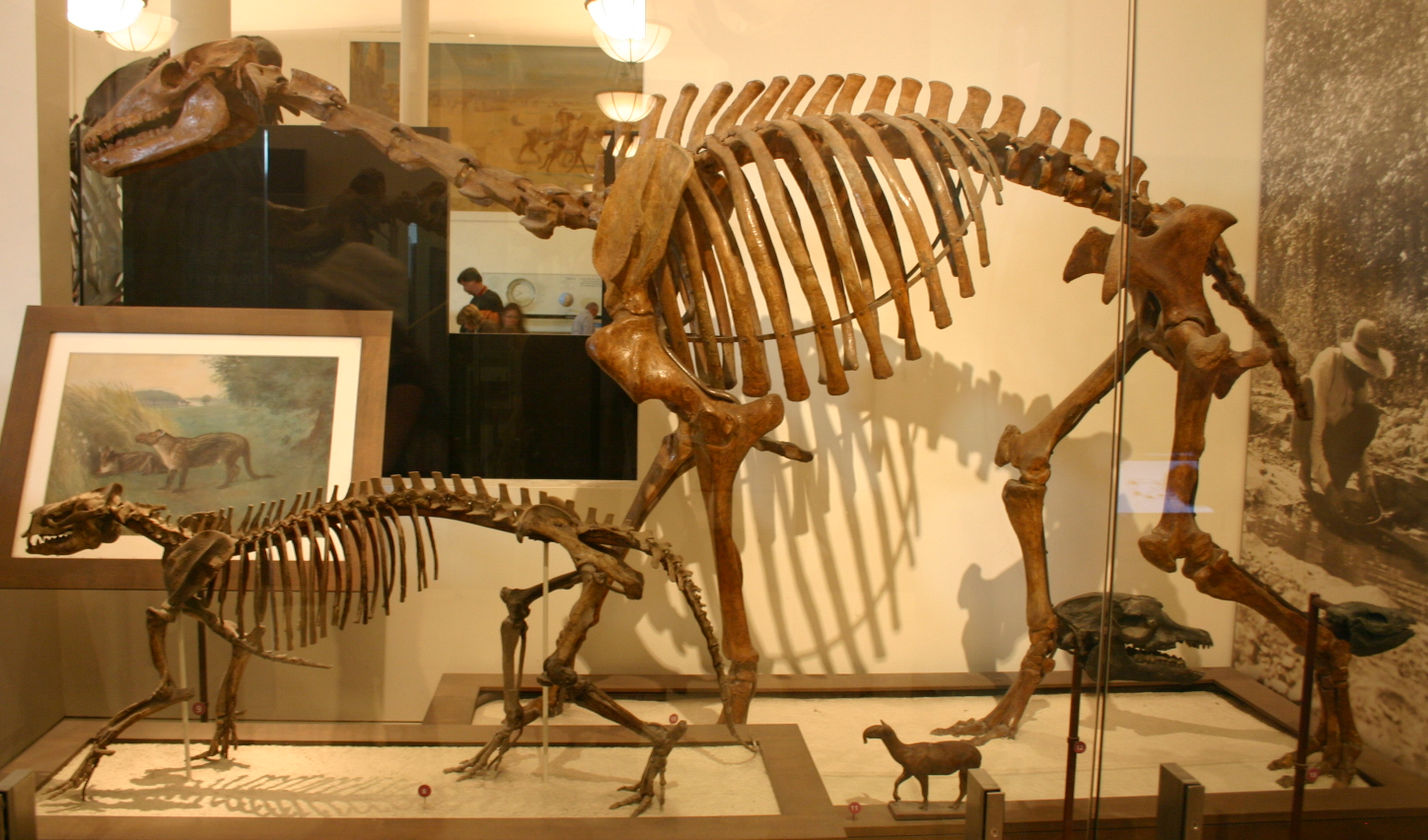
Esqueleto del Phenacodus primaevus y tras él, el esqueleto de Macrauchenia patachonica
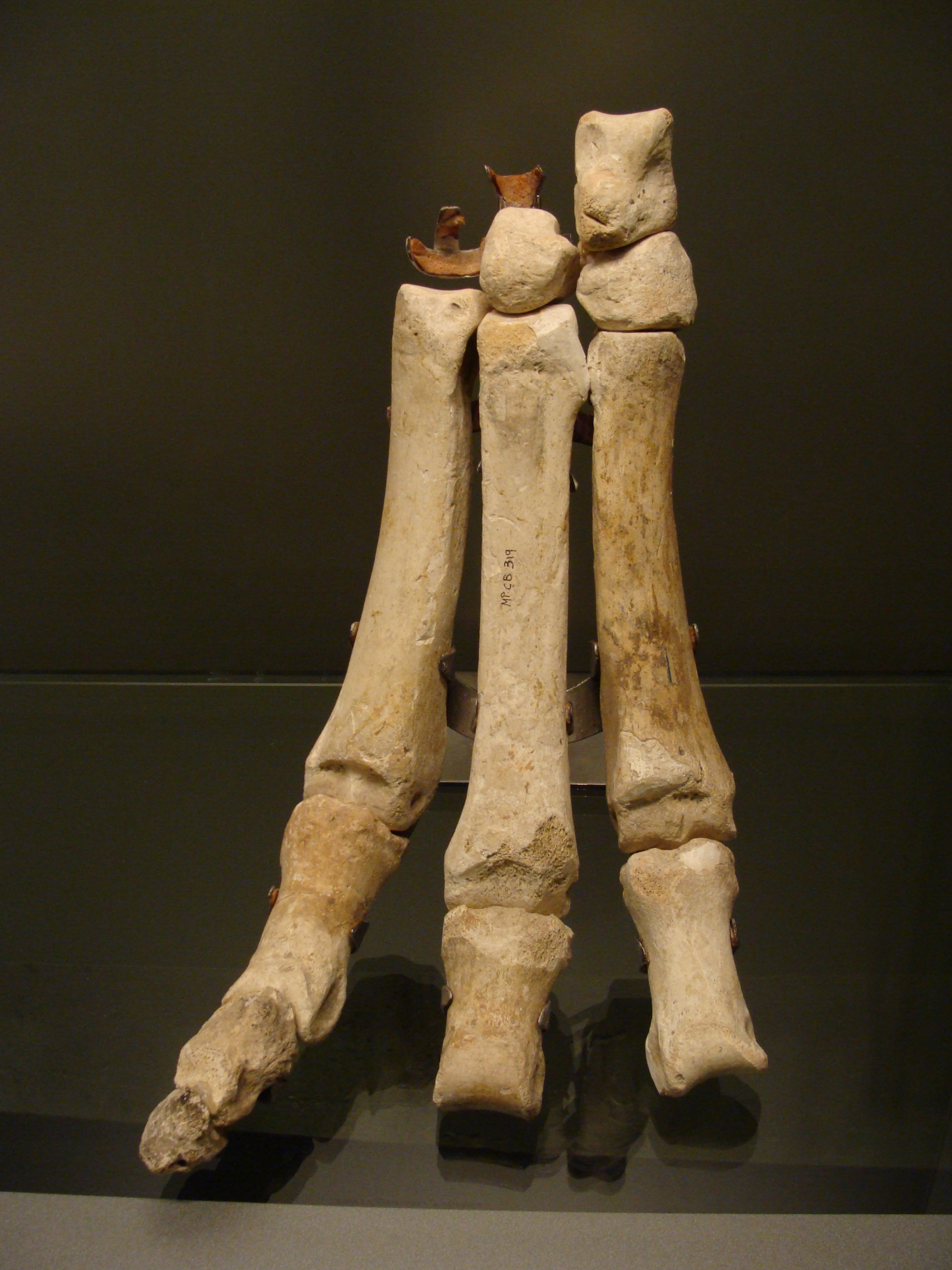
Pie de Macrauchenia patachonica
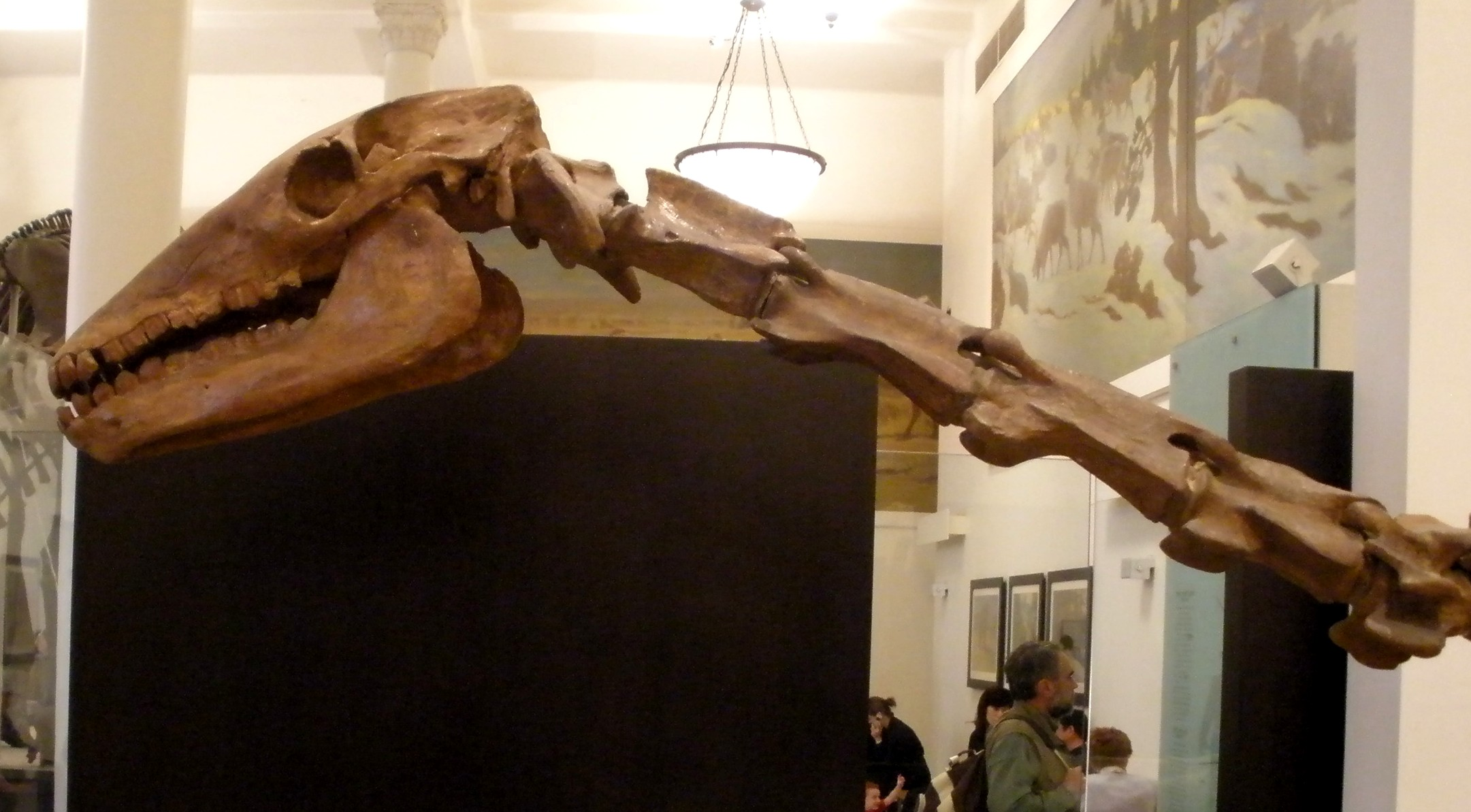
Cráneo de Macrauchenia patachonica
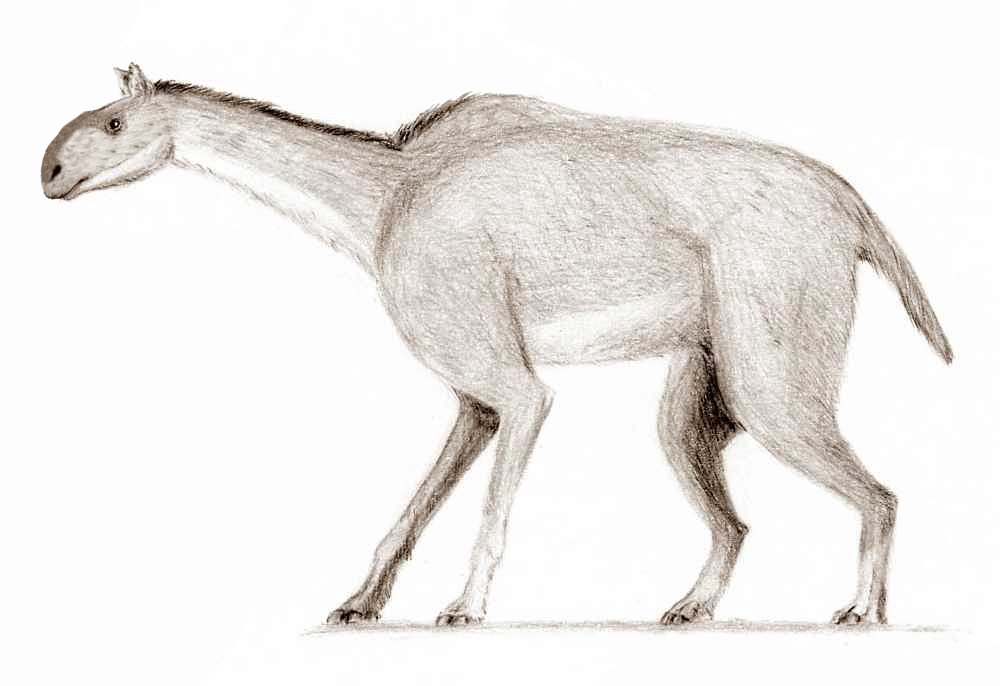
Reconstrucción de macrauchenia patachonica